# Mikhail Simonov
Mikhail Simonov (19 de outubro de 1929 - 4 de março de 2011) foi um famoso projetista de aeronaves russo que ajudou na criação do caça-bombardeiro Sukhoi Su-27, da União Soviética, em resposta ao americano F-15 Eagle.